# Jean Errard de Bar-le-Duc

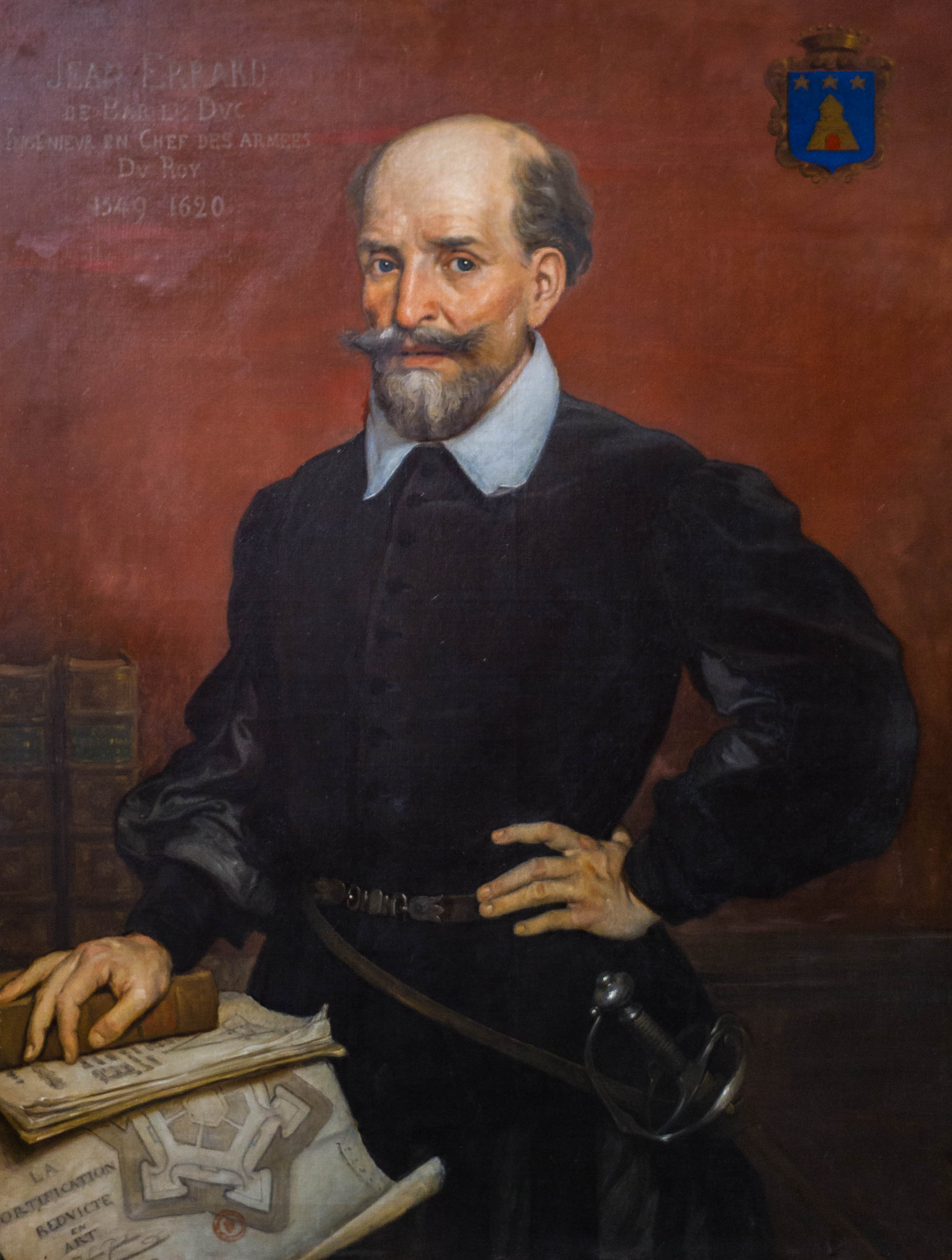
Jean Errard

Jean Errard de Bar-le-Duc (* 1554 in Bar-le-Duc; † 19. oder 20. Juli 1610 in Sedan), auch kurz Jean Errard genannt, war ein französischer Mathematiker, Ingenieur und Festungsbaumeister. Seine Arbeiten brachten ihm den Beinamen „Vater des französischen Festungsbaus“ (französisch: „père de la fortification française“) ein und beeinflussten spätere Festungsbauer wie den Chevalier Deville genannten Antoine de Ville und Blaise François Pagan, comte de Merveilles, der wiederum Vorbild von Sébastien Le Prestre de Vauban war.

## Familie
Errards Abstammung ist bis heute nicht geklärt. Möglicherweise war sein Vater Philippe Errard, ein Lothringer, der um 1546 beim Bau lothringischer Befestigungen beschäftigt war. Anfang der 1580er Jahre heiratete er Barbe de Reims (auch de Raims und de Reince), mit der er zwei gemeinsame Söhne hatte:
- Maximin (auch Maximilien) († 1607)
- Abdias, getauft am 28. Oktober 1598, ⚭ 1. Mai 1623 Ide d’Ourches, Tochter Louis’ d’Ourches, seigneur de Broussey

## Leben
Über die Kindheits- und frühen Jugendjahre Jean Errards de Bar-le-Duc ist bisher nichts bekannt. 1572 trat er zum Protestantismus über und war im Jahr 1573 an der Universität in Heidelberg eingeschrieben. Möglicherweise hielt er sich aus Religionsgründen in der Kurpfalz auf, denn sowohl im Herzogtum Bar als auch in Lothringen war zu jener Zeit der Protestantismus verboten.
Nachdem er seine Ausbildung in der Mathematik und im Festungsbau in Italien beendet hatte, trat er 1580 in den Dienst des katholischen Herzogs von Bar und Lothringen, Charles III. Als dieser 1584 der Katholischen Liga beitrat, musste Errard Lothringen aufgrund seiner Religionszugehörigkeit verlassen und ging nach Sedan, wo ihn 1585 der Herzog von Bouillon, Henri-Robert de La Marck, gleichzeitig Fürst von Sedan, in seine Dienste nahm. Der schickte ihn 1587 nach Jametz, wo er mit seinem Wissen während der Belagerung der Stadt durch die Katholische Liga bis 1589 wertvolle Dienste zu ihrer Verteidigung leistete. Obwohl sich Jametz am 24. Juli 1589 schlussendlich doch den Belagerern ergeben musste, hatte sich Errard einen derart guten Namen in Frankreich gemacht, dass ihn der französische König Heinrich IV. zu sich an den Hof berief.
Jean Errard begleitete den Monarchen die folgenden Jahre auf dessen Kriegszügen gegen die Truppen Spaniens und der Liga durch das Königreich und konstruierte sowie überwachte für ihn den Bau mehrerer Festungen im Norden und Osten Frankreichs, darunter die Festung von Sedan und Zitadelle von Laon (ab 1595), die Befestigung von Montreuil (ab 1597) und die Zitadelle von Amiens (ab 1598). 1599 folgte unter seiner Leitung der Ausbau der Zitadellen von Calais und Sisteron.
Bereits 1591 hatte ihn Heinrich zum premier ingenieur du roi ernannt und ihn in seinen Beraterstab berufen. Außerdem bekleidete er das Amt des Großmeisters der Artillerie. Im Mai 1599 erhob ihn der König zudem in den Adelsstand. Jean Errard de Bar-le-Duc starb am 19. oder 20. Juli 1610 in Sedan und ging in die französische Geschichte als der erste Franzose ein, der Publikationen über den Festungsbau veröffentlichte. Vier Jahre nach seinem Tod wurde mit dem Umbau der Zitadelle von Verdun begonnen, die gemäß Errards theoretischen Abhandlungen konstruiert wurde.
Von ihm stammt eine frühe französische Ausgabe der ersten neun Bücher der Elemente von Euklid (1604, 1605), die zweite französische Übersetzung nach der von Pierre Forcadel (1564, 1566).

## Werke
- Le compas géometrique (1579).

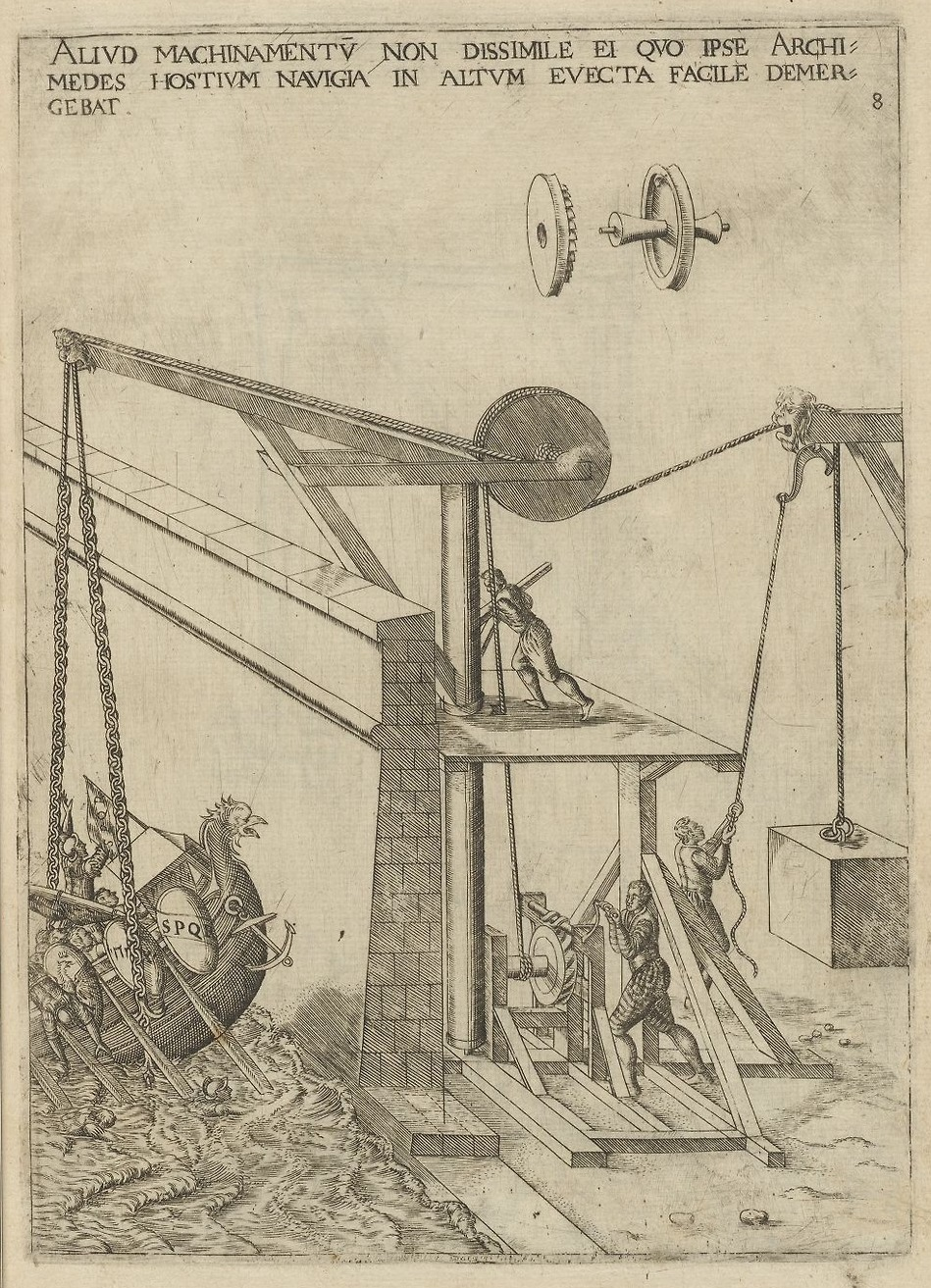
Illustration aus Instruments mathematiques mechaniques, 1584

- Le Premier livre des instruments mathématiques et méchaniques (Nancy, 1584). In diesem Werk arbeitet er einige Archimedes zugeschriebene Erfindungen auf.
- La géométrie et practique générale d’icelle (Paris, 1594). Jean Errard nutzt in diesem Werk Näherungsrechnungen, eine Neuerung dieser Zeit.
- Réfutation de quelques propositions du livre de M. de l’Escale de la quadrature du cercle par luy intitulé : Cyclometrica elementa duo (Paris, 1594).
- La fortification réduicte en art et démonstrée (Paris, 1600). 1620 unter dem Titel La fortification demonstrée et réduicte en art mit Anmerkungen durch Errards Neffen Alexis erneut herausgegeben.
- Das ist Fortificatio: Künstliche vnd wolgegründte Demonstration vn[d] Erweisung, wie vnd welcher Gestalt gute Festungen anzuordnen, vn[d] wider den Feind, so sie mit Heers krafft nach allem Vortheil möchte angreiffen, zu verwahren vnd zu versichern - Auff allerley Orter und Gelegenheiten, wie die mögen zu befestigen vorfallen, gerichtet (Frankfurt am Main, 1604). Deutsche Ausgabe von La fortification réduicte en art et démonstrée, herausgegeben von Katharina de Bry, Johann Israel de Bry und Johann Theodor de Bry.
- Les neuf premiers livres des élémens d’Euclide, traduits et commentez par J. Errard (Paris, 1604 und 1605).